# Stylocheilus citrinus
Stylocheilus citrinus är en snäckart som först beskrevs av Rang 1828.  Stylocheilus citrinus ingår i släktet Stylocheilus och familjen Notarchidae. Inga underarter finns listade i Catalogue of Life.